# كورت جنسن
كورت جنسن هو مهندس وعالم حاسوب نرويجي، ولد في 1950.